# Danny Grewcock
(Sir Ian McGeechan, alla notizia del ritiro di Danny Grewcock)
Daniel Jonathan “Danny” Grewcock (Coventry, 7 novembre 1972) è un ex rugbista a 15 britannico, internazionale per l'Inghilterra; ha partecipato a due Coppe del Mondo, vincendo l’edizione del 2003. Giudicato una seconda linea di sicuro rendimento, ha tuttavia incontrato molti problemi in carriera a causa delle sue intemperanze che gli hanno procurato numerose espulsioni e squalifiche; si è ritirato al termine della stagione sportiva 2010-11.

## Biografia
Grewcock è nato a Coventry, città dove svolse gli studi medi e superiori, e nella quale iniziò a giocare a rugby.
Prima dei 19 anni d'età giocò nelle giovanili dei Barker Butts e del Coventry, che gli diede poi il primo ingaggio da professionista, e nella selezione regionale del Warwickshire Under-21.
Esordì in Nazionale inglese a Buenos Aires contro l'Argentina nel 1997, anno del suo debutto nel rugby professionale; in quell'occasione segnò la prima delle sue due mete internazionali; saltò il tour inglese in Nuova Zelanda e in estate passò al Bath.
Prese parte alla Coppa del Mondo di rugby 1999 in Galles nel corso della quale fu presente in tutti gli incontri della Nazionale, e nel 2001 fu chiamato dai British Lions per il loro tour australiano, in cui Grewcock fornì una prestazione d'eccezione insieme al suo compagno di reparto e di Nazionale Martin Johnson.
Fu presente ai test di preparazione alla Coppa del Mondo di rugby 2003 in Australia, ma un infortunio alla mano occorsogli nell'incontro vinto per 111-13 sull'Uruguay nella prima fase del torneo mondiale lo costrinse a saltare il resto della competizione.
Gli fu comunque riconosciuto il contributo dato alla Nazionale e, nel quadro dei riconoscimenti dovuti ai rugbysti inglesi che vinsero quell'edizione della Coppa, ricevette nel gennaio 2004 l'onorificenza di Membro dell’Ordine dell'Impero Britannico e, nel dicembre successivo, anche la medaglia riservata ai giocatori della squadra vincitrice.
Nel corso del Sei Nazioni 2004 Grewcock segnò la sua seconda e ultima meta, contro la Scozia.
L'anno successivo fu chiamato di nuovo nei British Lions per il loro tour in Nuova Zelanda, ma fu espulso nel corso della sua prima partita contro gli All Blacks per aver morso il dito del tallonatore avversario Keven Mealamu, cosa questa che gli procurò anche una squalifica di due mesi dalle gare internazionali.
Benché giunto al culmine di una serie di scambi di ruvidezze reciproche e continuate (lo stesso Mealamu e il suo compagno Umaga, nell'incontro precedente, in un placcaggio al limite del regolamento avevano mandato il Lion Brian O'Driscoll in infermeria per lussazione alla spalla e gli avevano fatto saltare il resto del tour, rimanendo tuttavia impuniti), il morso a Mealamu fu solo l'ennesima di una serie di intemperanze disciplinari che avevano fatto collezionare a Grewcock una serie di cartellini gialli e rossi che spesso avevano lasciato la sua squadra in 14: il suo primo cartellino rosso risale alla sua seconda partita per il Bath; fu il secondo inglese in assoluto a farsi espellere in un incontro internazionale nel 1998; per aggressione al neozelandese Dan Carter fu sospeso una prima volta nel 2004, e nel corso del Sei Nazioni ricevette svariate ammonizioni che lasciarono la squadra con un uomo in meno in momenti cruciali, due dei quali nel 2005 nell'incontro perso dal Galles per 9-11 e nel 2006 quando l'Inghilterra fu sconfitta dalla Scozia 12-18.
Nell'occasione Grewcock si difese sostenendo che fu Mealamu a infilargli le dita in bocca, cosa che il board disciplinare riconobbe come vera; tuttavia quest'ultimo non riconobbe la circostanza come una giustificazione per il morso, visto che le dita avrebbero potuto essere rimosse «in maniera più appropriata».
Dopo l'ennesima squalifica, per un pugno dato a un avversario durante un incontro internazionale con il Bath, Grewcock fu costretto a saltare la stagione estiva della Nazionale inglese nel 2007 e di fatto si autoescluse dalla successiva Coppa del Mondo di rugby 2007 in Francia.
Sebbene non abbia annunciato il suo ritiro internazionale, Grewcock non disputa più un incontro con la maglia dell'Inghilterra dal febbraio 2007.
Al suo attivo anche la presenza nel prestigioso club britannico a inviti dei Barbarians.

## Palmarès
- Coppe del mondo: 1
Inghilterra: 2003
- Coppe Anglo-Gallesi: 1
Saracens: 1997-98